# Молдова на літніх Олімпійських іграх 2024
Молдову на літніх Олімпійських іграх 2024 представляли двадцять шість спортсменів у десяти видах спорту.

## Медалісти
| Медаль | Ім'я               | Вид спорту                      | Змагання                    | Дата     |
| ------ | ------------------ | ------------------------------- | --------------------------- | -------- |
| 2      | Анастасія Нікіта   | Боротьба                        | до 57 кг                    | 9 серпня |
| 3      | Денис Вієру        | Дзюдо                           | до 66 кг                    | 28 липня |
| 3      | Аділь Османов      | Дзюдо                           | до 73 кг                    | 29 липня |
| 3      | Сергій Тарновський | Веслування на байдарках і каное | каное-одиночки, 1000 метрів | 9 серпня |